# Tribuno
En la antigua Roma, el tribuno (en latín: tribunus) era una persona que era elegida como cabeza de cada una de las tribus y poseía atribuciones de diverso carácter:
- Administrativo
- Económico (percepción del tributo)
- Militar (levas del contingente que cada tribu debía aportar)
- Civil.

Además, podía poner veto a las resoluciones del Senado y proponer plebiscitos.

## Historia
Los primeros tribunos fueron nombrados por Rómulo, quien en el acto de crear las tres tribus romanas originales (Ramnes, Tities y Luceres) situó en cabeza de cada una de ellas a un jefe que los representaba.
Esta organización administrativa era común a todos los ciudadanos romanos, patricios y plebeyos, puesto que unos y otros convivían en las mismas tribus. Con la conquista romana de Italia, el número de las tribus rústicas aumentó y en el año 395 a. C. existían ya veintiuna tribus rústicas y cuatro urbanas, veinticinco en el año 389 a. C., para finalmente consolidarse en treinta y cinco en el año 241 a. C. Por su parte, el número de tribus urbanas se mantuvo estable.

## Tipos de tribuno
- Tribuno de la plebe (Tribunus plebis), magistrado de la plebe romana.
- Tribuno consular (Tribunus militum consulari potestate), magistratura suprema de la República romana durante algunos períodos de su historia entre los siglos V y IV a. C..
- Tribuno militar (Tribunus militum), oficial superior de la legión romana en la época republicana e imperial.
- Tribuno erario o del tesoro (Tribunus aerarii), magistrado que originalmente recaudaba tributos y se ocupaba de distribuir los salarios (stipendium) a los soldados.
- Tribuno angusticlavio (Tribunus angustum clavium), oficial elegido entre los equites, cinco por cada legión, identificado por una franja estrecha, o angusticlavus. Magistrado con cargos militares, comandante de un tribunal.
- Tribuno laticlavio (Tribunus laticlavius), oficial militar de alto rango, segundo al mando en las legiones romanas durante la última República romana y el Alto Imperio romano.